# Harry Winks
Harry Billy Winks (sinh ngày 2 tháng 2 năm 1996) là cầu thủ bóng đá chuyên nghiệp người Anh thi đấu ở vị trí tiền vệ cho câu lạc bộ Leicester City tại EFL Championship. Winks gia nhập Spurs từ lò đào tạo trẻ năm 2014.

## Tuổi thơ
Harry Winks là con của Anita và Gary Winks. Anh có dòng máu Tây Ban Nha từ mẹ và ông bà ngoại của mình. Anh sinh ra và lớn lên ở Hemel Hempstead và được giáo dục tại trường Cavendish. Winks là một fan của Tottenham Hotspur; anh ấy có trận đấu đầu tiên của mình tại White Hart Lane khi anh ấy sáu tuổi. Anh được mời đào tạo tại trung tâm phát triển của Tottenham ở St Albans sau khi tham dự trại hè bóng đá do một huấn luyện viên của học viện điều hành khi anh lên năm, và gia nhập Học viện Tottenham khi mới 5 tuổi.

## Sự nghiệp câu lạc bộ

### Tottenham Hotspur

#### Đội trẻ
Winks là một sản phẩm của lò đào tạo trẻ Tottenham Hotspur. Trong mùa giải 2013/14, anh thường xuyên tập luyện với đội một và được điền tên trên băng ghế dự bị lần đầu tiên trong trận đấu thuộc Premier League với Liverpool vào ngày 30 tháng 3 năm 2014, vẫn là cầu thủ dự bị và không được sử dụng trong trận thua 4-0 tại Anfield. Vào ngày 27 tháng 7 năm 2014, Winks đã ký hợp đồng chuyên nghiệp đầu tiên với Tottenham. Theo Winks, Mauricio Pochettino nói rằng ông muốn ký Winks ngay sau khi xem video về màn trình diễn của mình. Anh ra mắt đội một vào ngày 27 tháng 11 năm 2014 trong trận đấu ở UEFA Europa League với FK Partizantrong chiến thắng 1-0 trên sân nhà tại White Hart Lane, anh vào sân thay Paulinho ở phút 87.
Vào ngày 6 tháng 7 năm 2015, Winks đã ký hợp đồng mới với Tottenham cho đến năm 2018, với điều khoản gia hạn thêm một năm. Anh được trao áo số 29, được đưa vào danh sách các đội số một của câu lạc bộ. Winks ra sân lần đầu tiên trong mùa giải khi được vào sân ở những phút cuối trong chiến thắng 3-1 trước Qarabağ FK.

#### Mùa giải 2016–17
Vào ngày 27 tháng 8 năm 2016, anh ra mắt Premier League, thay thế Christian Eriksen trong phút cuối cùng của trận đấu trong trận hòa 1-1 trên sân nhà trước Liverpool.
Vào ngày 19 tháng 11 năm 2016, Winks đã có trận ra mắt trong đội hình chính trước West Ham United, thi đấu tốt và ghi bàn thắng đầu tiên của anh ấy cho Spurs để san bằng tỉ số 1-1. Tottenham tiếp tục thắng trận 3-2 trong một kết thúc đầy kịch tính tại White Hart Lane sau khi ghi hai bàn thắng muộn. Winks xuất hiện lần đầu tại FA Cup vào ngày 8 tháng 1 năm 2017, khi anh được chọn vào đội trong trận đấu với Aston Villa của vòng ba. Tottenham tiếp tục thắng trận 2-0. Vào ngày 14 tháng 2 năm 2017, Winks đã ký hợp đồng mới với Tottenham, giữ anh ở lại câu lạc bộ cho đến năm 2022. Trong trận đấu với Burnley vào ngày 1 tháng 4 năm 2017 tại Premier League, Winks bị chấn thương khi anh ngã xuống hàng dào Burnley, và sau đó được đưa đến bệnh viện để quét mắt cá chân. Spurs tuyên bố vào ngày 4 tháng 4 rằng Winks sẽ phải ngồi ngoài do chấn thương dây chằng mắt cá chân trong phần còn lại của mùa giải.

#### Mùa giải 2017–18
Winks bắt đầu mùa giải 2017/2018 như là sự thay thế trong ba trận đấu sớm sau khi bình phục chấn thương. Anh ấy đã bắt đầu mùa giải đầu tiên trong trận đấu với EFL Cup với Barnsley, kết thúc 1-0. Anh tiếp theo ra sân trong trận đấu trên sân khách của UEFA Champions League với APOEL FC, và màn trình diễn của anh đã nhận được lời khen ngợi từ Mauricio Pochettino là "tiền vệ hoàn hảo". Chỉ sau một lần khởi đầu trước đó tại Premier League cho câu lạc bộ mùa này (trong chiến thắng 4-0 trước Huddersfield Town) và bốn lần bắt đầu Premier League bao gồm cả mùa giải trước, anh đã được gọi vào đội tuyển quốc gia lần đầu tiên. Anh nhận được sự khen ngợi vì màn trình diễn của mình trong trận đấu tại UEFA Champions League với Real Madrid, nơi anh được đánh giá là đã tự mình chống lại Luka Modrić và Toni Kroos.Tuy nhiên, anh đã gặp phải chấn thương mắt cá chân trong trận đấu với Crystal Palace vào ngày 5 tháng 11 năm 2017, dẫn đến việc anh nghỉ thi đấu ba tháng cuối mùa này sau khi cố gắng nén đau thi đấu một số trận. Anh ký hợp đồng mới vào ngày 17 tháng 5 năm 2018, giữ anh ở Tottenham đến năm 2023.

#### Mùa giải 2018–19
Sau một thời gian dài trải qua chấn thương cần phẫu thuật, Winks trở lại đội hình trong mùa giải 2018/2019 trong trận đấu với Fulham, vào sân muộn từ băng ghế dự bị. Anh được ra sân trong đội hình chính thức đầu tiên từ khi mùa giải bắt đầu trong trận đấu với Liverpool mà Spurs thua 2-1.Trong trận đấu trên sân khách với Fulham vào tháng 1 năm 2019, anh đã ghi một bàn thắng quý như vàng vào phút cuối để giành chiến thắng 2-1, bàn thắng đầu tiên của anh cho câu lạc bộ kể từ tháng 11 năm 2016.
Winks đã kí hợp đồng dài hạn có thời hạn 5 năm với Tottenham vào tháng 7 năm 2019.

#### Mùa giải 2020-21
Winks đã ghi bàn đầu tiên trong mùa giải 2020-21, bàn đầu tiên trong gần 2 năm ở khuôn khổ UEFA Europa League với câu lạc bộ Ludogorets Razgrad ở Bungaria qua đó giúp Tottenham thắng 4–0. Winks đã ghi bàn từ khoảng cách 54 yard, một trong những bàn thắng ghi được từ khoảng cách xa nhất ở Europa League, bàn thắng  mà anh nói ghi được ngẫu hứng.

## Sự nghiệp quốc tế
Winks đã có kinh nghiệm đại diện cho nước Anh ở các cấp độ đội tuyển từ U17 đến U21 Anh. Trước đó, anh đã đủ điều kiện để thi đấu cho Tây Ban Nha cũng như Anh. Anh là một phần của đội hình U–20 cho Cúp Elite của Mercedes-Benz ở Đức năm 2015. Winks ra mắt U21 Anh vào ngày 14 tháng 11 năm 2016, nơi anh bắt đầu trong trận giao hữu thua 3-2 của đội tuyển Anh trước Pháp.
Vào ngày 2 tháng 10 năm 2017, Winks lần đầu tiên được gọi lên đội tuyển Anh, cho vòng loại FIFA World Cup 2018 cho 2 trận đấu với Slovenia và Lithuania. Anh ra mắt từ đầu trong chiến thắng 1-0 trên sân khách của Anh trước Lithuania, đó là trận đấu cuối cùng của đội trong chiến dịch vòng loại FIFA World Cup 2018 thành công của họ. Phil McNulty của BBC Sport tuyên bố rằng, vào tối hôm đó, Winks là "người thi đấu tốt nhất bên phía đổi tuyển Anh. Xử lý bóng gọn gàng và suýt nữa ghi bàn. Thi đấu rất nổi bật trên sân ". Rất đáng tiếc anh đã bỏ lỡ World Cup vì chấn thương, nhưng đã trở lại đội tuyển Anh trong Giải bóng đá UEFA Nations League 2018 trận đấu với Tây Ban Nha. Anh ấy đã giúp Anh giành chiến thắng 3–2, trận thua trên sân nhà đầu tiên của Tây Ban Nha kể từ năm 2003 và chiến thắng đầu tiên của Anh ở Tây Ban Nha sau 31 năm, trong đó được đánh giá là màn trình diễn "tự tin".
Winks ghi bàn thắng đầu tiên cho đội tuyển Anh trong trận thắng Kosovo 4–0 ở vòng loại Euro 2020.

## Phong cách thi đấu
Huấn luyện viên của Tottenham Hotspur, Mauricio Pochettino đã nói "Khi chúng tôi nói về các tiền vệ - bởi vì bạn thích sử dụng các tiền vệ người Tây Ban Nha như Xavi và (Andres) Iniesta - anh ấy thích kiểu cầu thủ này", phong cách của Winks là "hoàn toàn khác với các tiền vệ khác của chúng tôi như Victor Wanyama, Eric Dier, Mousa Dembélé và Moussa Sissoko. Anh ấy có những phẩm chất hoàn toàn khác biệt để bổ sung cho đội bóng ". Talksport nhận xét rằng sau bước đột phá của mình cho câu lạc bộ và quốc gia, Winks "được coi là người tạo ra sự khác biệt tiềm năng cho Tam Sư do kỹ năng rất riêng của anh ấy", Winks thường được so sánh với các tiền vệ nước ngoài thay vì người Anh.
Tiền vệ cũ của Anh và Spurs, Daniel Murphy, nói vào tháng 9 năm 2018 rằng đội tuyển Anh nên được xây dựng xung quanh Winks, trích dẫn màn trình diễn của anh ấy cho Tottenham trong trận đấu với Real Madrid ở vòng bảng 2017 UEFA Champions League 2017/18 là bằng chứng: "Người mà tôi nghĩ có khả năng, hơn bất kỳ ai khác tôi từng thấy, là [Harry] Winks. Những gì anh ấy thể hiện trong trận đấu đó ở Madrid, trong cả hai trận đấu khi anh ấy sung sức và ở đó là sự tự tin và khả năng chuyền bóng. Qua người khi bóng trong chân anh ấy vừa có kỷ luật vừa có sự pha trộn với tài năng của một tiền vệ mà bạn cần [...] đối với tôi, Winks là một trong những tiền vệ hay nhất tôi từng thấy khi anh ấy ở đó - anh ấy khá toàn diện." Ben Pearce của ESPN FC phát biểu vào năm 2018: " Nước Anh vẫn đang rất nhớ một cầu thủ kiến thiết [...] Những người tự hỏi ai có thể lấp đầy khoảng trống đó rõ ràng đã quên mất Winks, người rất giỏi trong việc giữ bóng chắc với những đường chuyền nhanh, ngắn ".

## Thống kê sự nghiệp

### Câu lạc bộ
Tính đến ngày 23 tháng 11 năm 2024
| Câu lạc bộ          | Mùa giải            | Giải đấu            | Giải đấu | Giải đấu | Cúp quốc gia | Cúp quốc gia | Cúp liên đoàn | Cúp liên đoàn | Châu Âu | Châu Âu | Tổng cộng | Tổng cộng |
| Câu lạc bộ          | Mùa giải            | Hạng đấu            | Trận     | Bàn      | Trận         | Bàn          | Trận          | Bàn           | Trận    | Bàn     | Trận      | Bàn       |
| ------------------- | ------------------- | ------------------- | -------- | -------- | ------------ | ------------ | ------------- | ------------- | ------- | ------- | --------- | --------- |
| Tottenham Hotspur   | 2013–14             | Premier League      | 0        | 0        | 0            | 0            | 0             | 0             | 0       | 0       | 0         | 0         |
| Tottenham Hotspur   | 2014–15             | Premier League      | 0        | 0        | 0            | 0            | 0             | 0             | 1       | 0       | 1         | 0         |
| Tottenham Hotspur   | 2015–16             | Premier League      | 0        | 0        | 0            | 0            | 0             | 0             | 2       | 0       | 2         | 0         |
| Tottenham Hotspur   | 2016–17             | Premier League      | 21       | 1        | 4            | 0            | 2             | 0             | 6       | 0       | 33        | 1         |
| Tottenham Hotspur   | 2017–18             | Premier League      | 16       | 0        | 3            | 0            | 1             | 0             | 5       | 0       | 25        | 0         |
| Tottenham Hotspur   | 2018–19             | Premier League      | 26       | 1        | 0            | 0            | 5             | 0             | 10      | 0       | 41        | 1         |
| Tottenham Hotspur   | 2019–20             | Premier League      | 31       | 0        | 5            | 0            | 0             | 0             | 5       | 0       | 41        | 0         |
| Tottenham Hotspur   | 2020–21             | Premier League      | 15       | 0        | 2            | 1            | 3             | 0             | 10      | 1       | 30        | 2         |
| Tottenham Hotspur   | 2021–22             | Premier League      | 19       | 0        | 3            | 1            | 3             | 0             | 5       | 0       | 30        | 1         |
| Tottenham Hotspur   | Tổng cộng           | Tổng cộng           | 128      | 2        | 17           | 2            | 14            | 0             | 44      | 1       | 203       | 5         |
| Sampdoria (mượn)    | 2022–23             | Serie A             | 20       | 0        | 0            | 0            | —             | —             | —       | —       | 20        | 0         |
| Leicester City      | 2023–24             | Championship        | 45       | 2        | 1            | 0            | 2             | 0             | —       | —       | 48        | 2         |
| Leicester City      | 2024–25             | Premier League      | 11       | 0        | 0            | 0            | 1             | 1             | —       | —       | 12        | 1         |
| Leicester City      | Tổng cộng           | Tổng cộng           | 56       | 2        | 1            | 0            | 3             | 1             | —       | —       | 60        | 3         |
| Tổng cộng sự nghiệp | Tổng cộng sự nghiệp | Tổng cộng sự nghiệp | 204      | 4        | 18           | 2            | 17            | 1             | 44      | 1       | 283       | 8         |

1. ↑  Bao gồm FA Cup, Coppa Italia
2. ↑  Bao gồm EFL Cup
3. 1 2 3  Số lần ra sân ở UEFA Europa League
4. ↑  Bốn lần ra sân tại UEFA Champions League, hai lần ra sân tại UEFA Europa League
5. 1 2 3  Số lần ra sân ở UEFA Champions League
6. ↑  Số lần ra sân ở UEFA Europa Conference League

### Quốc tế
Tính đến trận đấu diễn ra ngày 18 tháng 11 năm 2020
| Đội tuyển quốc gia | Năm       | Số trận | Bàn thắng |
| ------------------ | --------- | ------- | --------- |
| Anh                | 2017      | 1       | 0         |
| Anh                | 2018      | 2       | 0         |
| Anh                | 2019      | 3       | 1         |
| Anh                | 2020      | 4       | 0         |
| Tổng cộng          | Tổng cộng | 10      | 1         |

### Bàn thắng quốc tế
Tính đến ngày 17 tháng 11 năm 2019.
| # | Ngày                 | Địa điểm                                    | Số trận | Đối thủ | Bàn thắng | Kết quả | Giải đấu            |
| - | -------------------- | ------------------------------------------- | ------- | ------- | --------- | ------- | ------------------- |
| 1 | 17 tháng 11 năm 2019 | Sân vận động Fadil Vokrri, Pristina, Kosovo | 6       | Kosovo  | 1–0       | 4–0     | Vòng loại Euro 2020 |

## Danh hiệu
Tottenham Hotspur
- UEFA Champions League á quân: 2018–19
- EFL Cup á quân: 2020–21[22]

Leicester City
- EFL Championship: 2023–24[23]